# Anta do Tapadão

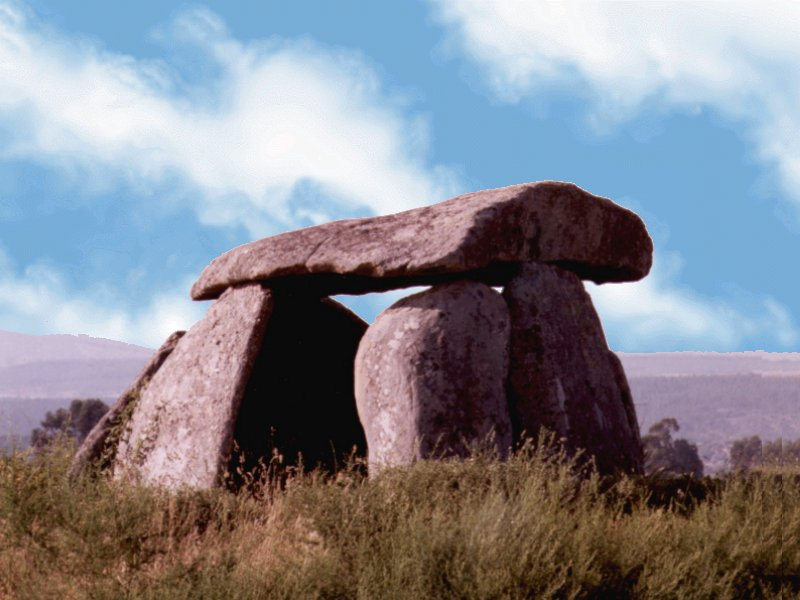
Anta 1 do Tapadão

Die Anta do Tapadão (auch Anta Grande do Tapadão oder Anta da Aldeia da Mata genannt) ist eine Megalithanlage in Portugal. Sie liegt auf einer Anhöhe westlich von Portalegre etwa einen Kilometer vom Weiler Aldeia da Mata, im nördlichen Alentejo. Anta oder Dolmen ist die portugiesische Bezeichnung für etwa 5000 Megalithanlagen, die während des Neolithikums im Westen der Iberischen Halbinsel von den Nachfolgern der Cardial- oder Impressokultur errichtet wurden. 

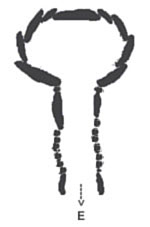
Grundriss „breitkammerige“ Anta

Mit 16 m Länge von Kammer und Gang ist sie eine der größten und darüber hinaus noch besterhaltenen Antas im Alentejo. Sie stammt etwa von 3000 v. Chr. und liegt in einem Hügel von 30 m Durchmesser. Die Kammerhöhe beträgt etwa 3,75 m vom heutigen Boden aus. Die sieben Tragsteine aus Granit sind bis auf einen vollständig. Der Stirnstein der so genannten Breitkammer, deren längste Seite quer zum Gang liegt, ist etwa drei Meter breit. Eine Besonderheit besteht darin, dass neben dem Deckstein auch der Verschlussstein der Kammer erhalten ist. Der Zugang ist nach Osten gerichtet. Der oben offene, doppeltrapezförmige Gang von dem noch 11 Steine erhalten sind, ist über 10 m lang. Er verengt sich sechs Meter vor der Kammer von 1,8 auf 1,4 m. Nach außen hin weitet er sich wieder auf.
Bei Untersuchungen Anfang der 1990er Jahre wurde in der Nähe die wesentlich kleinere Anta 2 do Tapadão entdeckt, weshalb die andere auch als Anta 1 bezeichnet wird.